# Nowgorod (1873)
Nowgorod (ros. Новгород) – rosyjski okręt obrony wybrzeża, o nietypowym, okrągłym kształcie kadłuba, zaprojektowany w latach 70. XIX wieku przez admirała Andrieja Popowa i od jego nazwiska zwany popowką.

## Geneza
W następstwie pokoju paryskiego z 1856 roku, kończącego wojnę krymską, Morze Czarne zostało akwenem częściowo zdemilitaryzowanym. Rosyjska Flota Czarnomorska nie mogła posiadać pełnomorskich okrętów, jedynie jednostki przybrzeżne. Przy narastającym zagrożeniu kolejną wojną z Turcją, rosyjscy konstruktorzy poszukiwali różnych sposobów na wzmocnienie floty. Jeden z nich, admirał Andriej Aleksandrowicz Popow, w odpowiedzi na wymagania dla okrętów zdolnych działać na płytkowodnym obszarze wokół Krymu, zaproponował zbudowanie jednostek o okrągłym kształcie kadłuba. Przy identycznej długości i szerokości miały one stanowić stabilną platformę dla zainstalowanych w centrum dział dużego kalibru, być dobrze chronione pancerzem oraz wyposażone w maszyny parowe o dużej mocy, które miały zapewnić im odpowiednie właściwości manewrowe.
W 1870 roku przeprowadzono w bazie marynarki rosyjskiej w Kronsztadzie eksperymenty z użyciem niewielkich jednostek o kolistym kadłubie. Wykazały one możliwość ich praktycznego zastosowania w działaniach przybrzeżnych. Wobec tego admirał Popow przygotował projekty kilku zbliżonych okrętów, różniących się wielkością i zastosowanymi rozwiązaniami konstrukcyjnymi. Koncepcja została zaakceptowana przez dowódcę floty, wielkiego księcia Konstantego Nikołajewicza.

## Budowa
Ponieważ w przewidzianym na główny punkt infrastruktury stoczniowej nad Morzem Czarnym Mikołajowie nie istniały jeszcze niezbędne do budowy dużych okrętów pancernych urządzenia i wyposażenie, pierwsza z popowek miała powstać w stoczni Admiralicji w Petersburgu, a następnie w stanie zdemontowanym przewieziona do Mikołajowa i ponownie skompletowana. Budowę na pochylni w Petersburgu rozpoczęto 1 kwietnia 1871 roku. W połowie grudnia prace stoczniowe zostały ukończone i 17 tego miesiąca, w obecności cara Aleksandra II, okrętowi uroczyście nadano nazwę „Nowgorod”.
W styczniu 1872 roku rozpoczęto demontaż jednostki, w celu przewiezienia elementów konstrukcji nad Morze Czarne. Za transport odpowiedzialne było przedsiębiorstwo Drużyna z Petersburga. Większość elementów przewieziono koleją do Odessy, a następnie transportem rzecznym do miejsca przeznaczenia. Po ukończeniu linii kolejowej Odessa−Mikołajów, lżejsze fragmenty docierały na miejsce wyłącznie koleją. Urządzenia napędowe: kotły i maszyny parowe, wysłano z Petersburga drogą morską wokół Europy, przez Cieśninę Gibraltarską, Dardanele i Bosfor. Ponowny montaż „Nowgoroda” w Mikołajowie rozpoczęto 29 marca 1872 roku. Wodowanie okrętu, w obecności wielkiego księcia Konstantego, odbyło się 21 maja 1873 roku, zaś przyjęcie do służby 11 października tegoż roku.
Koszt budowy kadłuba wyniósł 2 652 041 rubli, zaś maszyn 282 000 rubli.

## Opis konstrukcji
„Nowgorod” miał kadłub o okrągłym przekroju poziomym, średnicy 30,78 m. Zaoblenia dna i burt powodowały, że w rzucie bocznym okręt miał kształt soczewkowaty. Podwójne dno oparte było na szkielecie z rozmieszczonych promieniście denników, połączonych okrężnymi wiązaniami podłużnymi. Celem zapewnienia odpowiedniej pływalności, przestrzeń dna podwójnego podzielona była na liczne przedziały wodoszczelne. Do końców denników przymocowane były wręgi, na których opierało się poszycie burt. Wypukły pokład wsparty był na promieniście zamontowanych pokładnikach. Całość poszyta była płytami żelaznymi, na dnie okrętu wyłożonymi drewnem i pobitymi blachą miedzianą dla zwiększenia trwałości. Dwanaście podłużnych stępek, przymocowanych do poszycia dna, miało wysokość 20 cm. Ich przeznaczeniem była ochrona kadłuba w przypadku wejścia na płyciznę, zapewnienie stabilności kursowej i stateczności.
Kadłub „Nowgoroda” chroniony był pancerzem z płyt żelaznych, na burtach konstrukcji przekładkowej. Burtowy pas pancerny o wysokości sześciu stóp (ok. 182 cm) miał grubość 229 mm w górnej części i 178 mm w dolnej i był wsparty na podkładzie z drewna tekowego grubości 229 mm oraz pokryty zaokrąglonymi balami drewnianymi. Opancerzenie pokładu składało się z płyt pancernych grubości 70 mm, w newralgicznych miejscach wzmocnionej dodatkowymi płytami o grubości 152 mm. Centralnie umieszczona barbeta miała pancerz identyczny z ochroną burt okrętu. Całość opancerzenia miała masę około 760 ton.
Uzbrojenie pierwszej popowki stanowiły dwa, umieszczone w barbecie, gwintowane działa odtylcowe kalibru 280 mm, skonstruowane w zakładach Kruppa. Mogły one wystrzelić pocisk przeciwpancerny o masie 225,2 kg na maksymalną odległość 3700 m (według innych źródeł 4250 m) przy prędkości wylotowej 392 m/s. Każde z dział mogło strzelać niezależnie, zaś szybkostrzelność wynosiła 1 strzał na około 12 minut na lufę. W 1876 roku opracowano kartacz dla dział kal. 280 mm. Miał on masę 98,28 kg i mieścił 98 kul o masie 0,836 kg każda. W trakcie służby uzbrojenie okrętu uzupełniono o działa 4-funtowe (kal. 87 mm), dla zwalczania torpedowców i działa desantowe kal. 63,5 mm.
Podczas pierwszych strzelań w 1873 roku odkryto specyficzną dla popowek wadę konstrukcyjną: łoża dział artylerii głównej nie absorbowały w całości energii odrzutu, co przy nierównoczesnym wystrzale wywoływało ruch wirowy okrętu i jego niestabilność kursową. Wadę tę usunięto niemal natychmiast, poprzez wzmocnienie oporopowrotników i zmiany konstrukcyjne łóż, ale dała ona początek funkcjonującej do dziś legendzie wirujących okrętów.
Napęd „Nowgoroda” składał się z sześciu maszyn parowych o mocy indykowanej 500 hp każda, rozmieszczonych w dwóch maszynowniach, znajdujących się symetrycznie na burtach okrętu. Każda z maszyn poruszała jeden wał napędowy z czterołopatową śrubą średnicy 3,2 m. Parę do maszyn zapewniało osiem cylindrycznych kotłów, również zainstalowanych w dwóch symetrycznych kotłowniach. Każda z kotłowni posiadała jeden, wspólny komin. 200 ton węgla (lub 160 ton według innych źródeł) dla kotłów magazynowane było w bunkrach, znajdujących się pomiędzy kotłowniami i burtami okrętu oraz częściowo poniżej barbety. Całość urządzeń napędowych wyprodukowały zakłady Byrd w Petersburgu.
Na próbach „Nowgorod” osiągnął prędkość maksymalną 7 węzłów przy 104 obrotach śrub na minutę i zużyciu węgla wynoszącym do 2 ton na godzinę. W 1877 roku zdjęto dwie zewnętrzne maszyny parowe, ograniczając liczbę śrub do czterech. W efekcie moc urządzeń napędowych zmniejszyła się do 2000 ihp a prędkość maksymalna do 6 węzłów (według innych źródeł do 5,5 węzła).

## Służba operacyjna
Pierwsze próby morskie „Nowgoroda” przeprowadzono w 1873 roku. W ich wyniku okręt powrócił do warsztatów, gdzie usunięto wykryte wady konstrukcyjne. Oprócz poprawy mocowania dział konieczne było przekonstruowanie nadbudówek, aby zabezpieczyć kadłub przed zalewaniem wodą, spiętrzaną przed dziobem przy pływaniu z prędkością zbliżoną do maksymalnej. Podczas prób dodatnio oceniono stateczność jednostki, stanowiącej stabilną podstawę dla dział, negatywnie zaś zasięg i właściwości żeglugowe. Pomimo to w kolejnych latach „Nowgorod” odbył szereg rejsów szkoleniowych po Morzu Czarnym i Azowskim.
Po wybuchu w kwietniu 1877 roku wojny rosyjsko−tureckiej okręt, wraz z drugą popowką „Wiceadmirał Popow”, stacjonował na redzie Odessy, pełniąc funkcję pływającej baterii. W dniach 27 i 28 czerwca tegoż roku obydwa okręty zabezpieczały akcję floty przy ujściu Dunaju, i była to ich jedyna operacja bojowa. Ze względu na małą prędkość i złe właściwości żeglugowe niemożliwe okazało się wykorzystanie popowek w działaniach ofensywnych. Po zakończeniu wojny w roku następnym i przeprowadzonym remoncie, „Nowgorod” został przebazowany do Sewastopola.
W 1882 roku na okręcie zdarzył się nieszczęśliwy wypadek: na skutek eksplozji materiałów wybuchowych zginęło pięciu członków załogi. Zdarzenie to kosztowało ówczesnego dowódcę jednostki utratę stanowiska. W następnym roku na „Nowgorodzie” wymieniono kotły parowe. Okręt pozostawał w aktywnej służbie do 1893 roku, gdy uznano dalsze utrzymywanie go w gotowości bojowej za nieopłacalne. Od tej pory przez kolejnych 10 lat bazował w Mikołajowie w charakterze pływającej baterii. 4 lipca 1903 roku został skreślony z listy floty i po kolejnych dziewięciu latach złomowany.